# سوخباتار (ناحیه)
سوخباتار (به لاتین: Sükhbaatar) یک منطقهٔ مسکونی در مغولستان است که در اولان‌باتور واقع شده‌است.